# Pterogenia atrata
Pterogenia atrata är en tvåvingeart som beskrevs av Meijere 1916. Pterogenia atrata ingår i släktet Pterogenia och familjen bredmunsflugor. Inga underarter finns listade i Catalogue of Life.